# Katherine Pancol

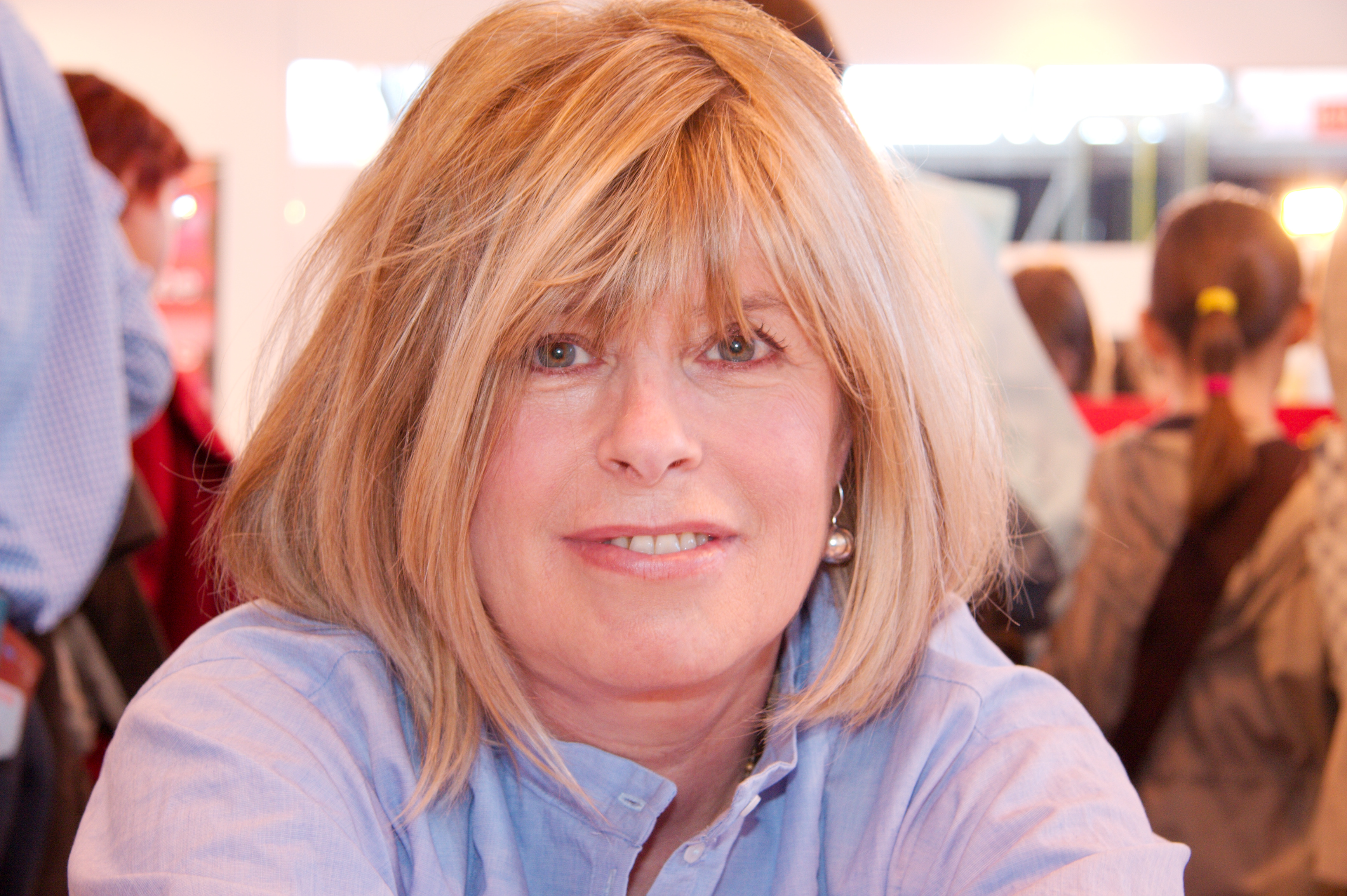
Katherine Pancol, 2009.

Katherine Pancol (Casablanca, 22 de octubre de 1954) es una novelista francesa.
Nacida en el Protectorado francés de Marruecos se mudó a París a los cinco años donde estudió para ser profesora de francés y latín y más tarde estudió periodismo.
El éxito de su primera novela Moi d’abord en 1979 le permitió irse a vivir a Nueva York donde impartió cursos de escritura en la Universidad de Columbia. 
Tras su segunda novela de 1981 La Barbare empezó a dedicarse exclusivamente a la escritura redactando artículos para Paris Match o Elle y editando más novelas. 
Tiene una hija y un hijo con su marido con quien se casó en Nueva York.